# Andreas Lambertz
Andreas Lambertz (Dormagen, 15 oktober 1984) is een Duits oud-voetballer die als middenvelder speelde.

## Clubcarrière
Na bij een aantal clubs gespeeld te hebben in de jeugdafdeling ging hij vanaf 2002 spelen voor Fortuna Düsseldorf. Na één seizoen wisselde hij om naar het eerste elftal dat toen in de Oberliga Nordrhein speelde, de vierde klasse. Een jaar later promoveerde hij met de club naar de Regionalliga Nord en werd een vaste waarde. In 2008 kwalificeerde Fortuna zich voor de nieuwe 3. Liga en werd met Düsseldorf vicekampioen, waardoor ze promoveerden naar de 2. Bundesliga. Na een vierde en zevende plaats werd de club in 2012 derde en na barragewedstrijden tegen Hertha BSC promoveerde Fortuna op 15 mei 2012 naar de Bundesliga. Lambertz werd zo de eerste speler in Duitsland die met één club van de Oberliga naar de Bundesliga trok. In 2015 ging hij voor Dynamo Dresden spelen. In 2019 keerde hij terug naar Fortuna Düsseldorf en speelde daar in een van de lagere elftallen. Medio 2020 stopte hij met topvoetbal en werd trainer, eveneens op lager niveau, bij Fortuna Düsseldorf.